# پایپر کردا
پایپر جوی کُردا (انگلیسی: Piper Joy Curda؛ زادهٔ ۱۶ اوت ۱۹۹۷) بازیگر و خواننده اهل ایالات متحده آمریکا است. وی از سال ۲۰۰۸ میلادی تاکنون مشغول فعالیت بوده‌است.

## گزیدهٔ فیلمشناسی

### تلویزیون
از برنامه‌های تلویزیونی که وی در آن نقش داشته‌است می‌توان به آثار زیر اشاره کرد.
- ساحل جوان ۲ (۲۰۱۵)
- لیو و مدی (۲۰۱۴)
- مدرسه نوابغ (۲۰۱۴–۲۰۱۳)
- قانون و نظم: واحد قربانیان ویژه (۲۰۱۱)
- قوانین دخترانه (۲۰۲۰)